# Кремпита
Кремпита или кремшнита (од   — „комад крема”; хрв. krempita, kremšnita, слч. кrémeš) је колач направљен од хрскавих кора од лиснатог теста, филованих лаганим кремом од умућених јаја и ваниле. С обзиром да се прави од развучених кора и фила, односно слатког надева, може се сврстати и у слатке пите. Овај колач је присутан кухињама средње и источне Европе.
Припрема кремпита је релативно једноставна, а састојци се могу наћи у готово сваком домаћинству, што је вероватно један од разлога велике популарности ове посластице.

## Етимологија
Ова укусна посластица позната је по многим именима, од којих већина потиче од немачког имена Cremeschnitte - кремшнита, кованица састављена од речи крем и шнита (комад изрезан из целине, кришка) и дословно би се могло превести као комадић крема. У српском језику, реч кремпита је кованица састављена од речи крем и пита (пита са кремом).

## Историја
Према историјској социолингвистици, рецепт за прве кремпите потиче из мешавине две кухиње, аустријске и мађарске, у Аустроугарској царевини. Верује се да су у овој посластици уживали и уживали аустријски цар Франц Јозеф и и његова супруга Сиси.
Међутим, једно од имена овог колача у Пољској - Наполеонка, указује на то да може потицати и од француског колача званог mille-feuille, мада се он, иако сличан кремпити, прави са три реда кора. Тачно порекло овог колача није познато, иако се верује да је његов савремени облик осмислио чувени француски кувар Мари-Антоан Карем (фр. Marie-Antoine Carême).

## Варијације
Многе европске државе имају своје специфичне рецепте за кремпите, а често је овај колач постао и део туристичке понуде. Уз неке су везане и занимљиве приче:  
- Једна од најпопуларнијих кремпита свакако је пољска Кремовка или Наполеонка. Постала је популарна од када се сазнало да је омиљени десерт Папе Јована Павла II,[5] када је прозвана „Папска кремовка”.[7]
- У Црној гори позната је Которска пашта или Которске кремпите, које се традиционално праве више векова, а последњих година добиле су и свој фестивал у Котору, сваког јуна од 2015. године.[8]
- У Словенији су чувене Бледске кремшните (словен. Blejska kremna rezina) са две врсте фила, најпознатији симбол бледске кухиње,[5] које се традиционално послужују у посластичарници хотела „Парк” у овом словеначком туристичком граду на обали Бледског језера.[9]
- У Хрватској су чувене Загребачке кремшните са два крема и чоколадном глазуром[10] и Самоборске кремшните.[11] Загребачка кремшнита има карактеристичну чоколадну глазуру уместо лиснатог теста на врху, а притом задржава базу од лиснатог теста. Класични рецепт за самоборску кремшниту сматра се да је дизајнирао Ђуро Лукачић почетком 1950-их, заснован на различитим ранијим варијантама које су се налазиле у загребачким посластичарницама.[12]
- У Београду су, како пише Момо Капор, чувене биле кремпите које су се служиле у београдском „Клубу књижевника”.[13]

## Послуживање
Кремпита се најчешће украшава само шећером у праху, посутим преко горње коре, али у неким варијантама и глазуром од шећера или чоколаде и украшава традиционалним шарама. Сервира се хладна. Једе се виљушком, док се нож ређе користи.

## Нутритивне вредности
Нутритивне вредности дате су за један од 6 комада готове кремпите, направљене од 250 г смрзнутог лиснатог теста и око 1 кг крема. Наравно, вредности могу варирати, што зависи од квалитета и квантитета употребљених састојака.
| Калорије       | 527         |
| Масноће        | 25.4 г      |
| Засићене масти | 9.1 г       |
| Угљени хидрати | 63.5        |
| Шећер          | 32 г        |
| Биљна влакна   | 1 г         |
| Протеини       | 12 г        |
| Холестерол     | 119 мг      |
| Витамин Д      | 9 мг, 47%   |
| Натријум       | 275 мг, 12% |
| Калцијум       | 192 мг, 15% |
| Калијум        | 164 мг, 3%  |
| Гвожђе         | 2 мг, 11%   |

## Рецепт за кремпите
С обзиром на једноставну припрему и велику популарност широм Европе, постоје бројни рецепти за припрему кремпите. Овде је представљен рецепт из „Великог народног кувара” - чувеног „Патиног кувара”, који је један од првих и вероватно најпознатији кулинарски приручник објављен у Србији.
Рецепт је дат у оригиналу, онако како су кремпиту правиле српске домаћице у првој половини 20. века. С обзиром да се Пата Марковић, ауторка овог кувара, школовала у Бечу, где је завршила чувену школу за домаћице и постала врсна куварица, може се претпоставити да је овај рецепт близак оригиналном аустријском.

### Потребни састојци
За коре:
- 300 г брашна
- 250 г маслаца
- 1 цело јаје
- мало соли
- неколико капи лимуновог сока

За крем:
- 1/2 л млека
- 1 шипка ваниле
- 170 г шећера
- 6 јаја (6 жуманаца и 4 беланца)
- 50 г оштрог брашна

За украшавање:
- Шећер замирисан ванилом[б]

Израда кора:
„На даску за мешење просејати 300 грама брашна за развијање Од те количине брашна одвојити 50 грама и замесити га са 250 грама маслаца. Умешени маслац оставити на хладно место да се стегне. У 250 грама брашна, које је остало на дасци, направити удубљење, ставити 1 цело јаје, мало соли, неколико капи лимуновог сока, па хладном водом замесити тесто као за питу. Тесто ипак мора бити нешто мало тврђе замешено но што се меси за питу. Добро га израдити да се одваја од даске. Посути даску брашном и тесто оставити да се одмара ту, на дасци 1/4 сата. После тог времена развити тесто оклагијом у дебљини 1/2 сантиметра. На средину теста ставити онај стегнути маслац, па тесто пресавити са све четири стране да бутер остане у средини. Оклагијом развити тесто у дебљини тупе стране ножа и пресавити га у три листа. Затим опет развити тесто исте дебљине, само га пресавити у 4 листа и оставити га на хладно место да се тесто одмара 1/2 сата. После 1/2 сата развити тесто поново у дебљини тупе стране ножа и пресавити га опет у 3 листа. Најзад и четврти пут развити тесто исте дебљине и савити га у 4 листа. Оставити тесто на хладном месту 1/2 сата. Затим расећи тесто преко половине. Једну половину теста развити оклагијом дебело као тупа страна ножа, ставити га на хладан плех, избоцкати често ножем, па метнути у умерено топлу пећницу да се пече. То исто урадити и са другом половином теста, то јест ставити га у други плех и пећи. Коре треба пећи да буду светложуте боје. Затим их извадити и оставити да се прохладе.”
Израда крема:
„Надев за кремпиту припремити на овај начин: у шерпу величине 1 литра метнути 1/2 литра млека, 1 расечену шипку ваниле и 100 грама кристал-шећера. Ставити шерпу на штедњак да млеко прокува а затим га скинути са ватре. У засебно казанче ставити 6 жуманаца и 50 грама оштрог брашна и жицом за снег промешати, па млеко у жуманца додавати непрестано мешајући жицом да се брашно не би згрудвало. Од 4 беланцета направити снег, додати му 70 грама кристал-шећера, па га мутити док се шећер не растопи. Крем који је направљен од жуманаца, млека и брашна мутити у пари и кад постане густ, додати му умућени снег. Жицом брзо и добро промешати масу, скинути је с ватре, изручити на испечену кору, па дугачким ножем лепо крем поравнати, а из крема претходно извадити ванилу. Другом кором поклопити надев, оставити питу да се мало прохлади а затим је исећи оштрим ножем на четвртасте комаде, посути их шећером замирисаним ванилом, сложити на зделу и служити.”